# 로버트 맥스웰
로버트 맥스웰(Robert Maxwell, 본명: Max Rosen, 1921년 4월 19일 ~ 2012년 2월 7일)은 파퓰러 음악에서의 대표적인 하프 주자이다. 소년시절부터 하프를 익혀 줄리아드 음악원에서 배웠다. 졸업한 뒤 내셔널 교향악단과 공연했을 때에는 17세였다. 이후 클래식 음악계에서 연주를 계속하였으며 제2차대전 중에는 연안 경비대원으로 근무하다가 가수 루디 바리의 권유로 파퓰러에 전향하였다. 작곡도 하며 대표작에는 <썰물>(1953)이 있다.